# 三枝きよし興奮テレビ
『三枝きよし興奮テレビ』（さんしきよしこうふんテレビ）は、一部TBS系列局とGAORAで放送された吉本興業・毎日放送共同制作のクイズ番組・トーク番組。制作局の毎日放送では1986年4月12日から1996年6月29日まで、毎週土曜 13:00 - 14:00 (JST) に放送。
1988年10月までは『三枝やすし興奮テレビ』というタイトルだった。

## 概要

### 内容
番組前半では、若手のお笑いコンビによる漫才や、ゲストとのフリートークコーナーを放送していた。後半では、ゲストの中からいずれか1人のエピソードをクイズにした「エピソードクイズ」を実施していた。
「エピソードクイズ」では、司会の桂三枝（現・六代 桂文枝）がゲストとのトークを行い、話の核心に差し掛かるところでゴングを鳴らしてクイズを出題していた。解答者（レギュラー陣）は、三枝やゲストに質問をしながら正解を導こうとしていた。正解の時には三枝がゴングを３～４回連続で鳴らした後にチャイム＋ファンファーレぽい音楽からなる正解音が流れていたが、制限時間内および2巡しても正解が出なかった場合には、三枝がゴングを鳴らして「不正解」と宣言し（その後に残念な感じの音楽が流れる。）、正解を発表していた。これを2問行い、CMを挟んでゲストを入れ替えてクイズ…といった形式で進行していた。ゲストは毎週3組ほどが出演し、1組2問出題の合計6問を出題していた。
また、解答者は全員で1チームであり、正解を競うものではなかった。そのため、正解しても特に賞品などは出ず、最後の問題の終了後に「今日の成績は○勝×敗でした」と発表するのみだった。ごく稀に全問パーフェクト、あるいは逆に全問不正解となる場合もあった。
番組の最後には、その週のゲストが全員登場し、早口言葉を言うコーナーがあった。三枝の弟子の桂三歩が見本を披露し、ゲストが早口言葉に成功した場合は、当時流行していたUFOキャッチャーの中に入っていた沢山のぬいぐるみがプレゼントされた（ぬいぐるみ提供はバンダイ）。
番組の収録は、なんばグランド花月（大阪市中央区難波千日前）内にあるテレビスタジオ「NGKスタジオ」で行われていた。

### 番組の歴史
開始当初は『三枝やすし興奮テレビ』と題して、三枝と横山やすしの2人が司会を担当していたが、やすしはその後二日酔いで出演を無断欠席したために1988年10月をもって降板。その後しばらくは三枝が単独で番組を進めるようになり、番組自体もしばらくは『三枝の興奮テレビ』と題して放送されていたが、やすしが不祥事により吉本興業との専属契約を解除された1989年からは替わって相方の西川きよし（当時参議院議員）が出演するようになった。その結果、以後は最終回まで『三枝きよし興奮テレビ』と題して放送された。ただし、きよしが番組に参加するようになってからも、たびたび『三枝の興奮テレビ』と題して放送されることがあった。これは、当時国会議員で多忙だったきよしが、国会への出席や公務でしばしば番組を欠席することがあったためで、きよしの欠席時にこの単独タイトルを使用していた。ごくまれに坂田利夫がきよしの代理で来ることがあったが、その際には『三枝利夫興奮テレビ』というタイトルを使っていた。

### その後
同時間枠である三枝・きよしのコンビで司会の番組は『ドキッ!三枝きよし』→『満開！ハッスル家族』と続き、2001年4月から吉本制作の『せやねん!』開始に伴い放送終了した。同時間帯は現在『よしもと新喜劇』になっている。

## 出演者

### 司会
- 桂三枝（現・六代 桂文枝）

### レギュラー
- 横山やすし - 1988年10月まで出演。
- 西川きよし - 1989年から出演。
- 今いくよ・くるよ
- 桂きん枝
- チャーリー浜
- 桂小枝
- ハイヒールモモコ
- 桂三若
- 桂三歩
- 亀井希生(桂三歩の後任の早口言葉見本）
- 千葉猛(亀井アナの後任の早口言葉見本)

## ネット局
- 北海道放送
- 東北放送
- テレビユー山形（不定期放送）
- テレビユー福島
- テレビ山梨（不定期放送）
- 中部日本放送 - 同時ネット
- 富山テレビ（フジテレビ系列） - 1987年4月5日から1989年3月26日まで放送（初回時の放送時間は日曜 1:35 - 2:30、最終回時の放送時間は日曜 0:50 - 1:45）[7]。当時はチューリップテレビ（TBS系列）の開局前であった。
- 山陽放送（不定期放送）
- 山陰放送
- 中国放送 - 1993年7月25日時点では日曜16:00から放送。
- あいテレビ - 同時ネット、1992年10月から放送。
- RKB毎日放送 - 1990年4月より同時放送。
- GAORA （毎日放送系のCS放送）